# Pyrenochaeta rubi-idaei
Pyrenochaeta rubi-idaei är en svampart som beskrevs av Cavara 1899. Pyrenochaeta rubi-idaei ingår i släktet Pyrenochaeta, ordningen Pleosporales, klassen Dothideomycetes, divisionen sporsäcksvampar och riket svampar.   Inga underarter finns listade i Catalogue of Life.